# Луїс Родолфо Діні Гайото
Родолфо (порт. Rhodolfo, нар. 11 серпня 1986, Бандейрантіс) — бразильський футболіст, захисник клубу «Бешикташ».
Виступав, зокрема, за клуби «Атлетіку Паранаенсе», «Сан-Паулу» та «Греміо».

## Ігрова кар'єра
Народився 11 серпня 1986 року в місті Бандейрантіс. Вихованець юнацьких команд футбольних клубів «Уніан Бандейранті» та «Атлетіку Паранаенсе».
У дорослому футболі дебютував 2006 року виступами за команду клубу «Атлетіку Паранаенсе», в якій провів п'ять сезонів, взявши участь у 95 матчах чемпіонату і у 2009 році виграв з командою чемпіонат штату Парана.
Своєю грою за цю команду привернув увагу представників тренерського штабу клубу «Сан-Паулу», до складу якого приєднався у лютому 2011 року. Відіграв за команду із Сан-Паулу наступні два сезони своєї ігрової кар'єри. Більшість часу, проведеного у складі «Сан-Паулу», був основним гравцем захисту команди і 2012 року виграв з клубом Південноамериканський кубок.
2013 року на правах оренди перейшов у «Греміо», яке у серпні 2014 року остаточно викупило контракт гравця. Граючи у складі «Греміо» також здебільшого виходив на поле в основному складі команди.
24 липня 2015 року Родолфо підписав трирічний контракт з турецьким «Бешикташем». Відтоді встиг відіграти за стамбульську команду 19 матчів в національному чемпіонаті.

## Титули і досягнення
- Чемпіон штату Парана (1):

«Атлетіку Паранаенсе»: 2009
- Володар Південноамериканського кубка (1):

«Сан-Паулу»: 2012
- Чемпіон Туреччини (2):

«Бешикташ»: 2015–16, 2016–17
- Чемпіон Бразилії (1):

«Фламенгу»: 2019
- Володар кубка Лібертадорес (1):

«Фламенгу»: 2019
- Переможець Ліги Каріока (1):

«Фламенгу»: 2019
Збірні
- Переможець Суперкласіко де лас Амерікас: 2011

### Індивідуальні
- У символічній збірній Чемпіонату штату Сан-Паулу: 2012
- У символічній збірній Чемпіонату штату Ріу-Гранді-ду-Сул: 2014